# Аспромонте (национальный парк)
Аспромонте (итал. Aspromonte) — национальный парк в итальянской области Калабрия, созданный в 1994 году, площадью 760 км².

## Обзор
Примечательно наличие лесов, которые простираются примерно на 400 км², включают в себя многочисленные ценные виды и покрывают парк до самых высоких точек. Не менее ценна и фауна, встречаются редкие виды (беркут, филин, волк).
С 1979 года велись дискуссии о возможном создании в районе Аспромонте национального парка, отличного от парка Калабрия. В соответствии с Рамочным законом об охраняемых территориях (6 декабря 1991 года), в 1994 году был установлен периметр парка (который охватывал территорию площадью около 76 000 га), а также произведено подразделение на зоны; генеральный план, разработанный в 2003 году, был утвержден в 2007 году. В последующем площадь Национального парка Аспромонте была изменена до нынешних 64 153 гектаров. 21 апреля 2021 года парк получил статус глобального геопарка ЮНЕСКО.